# Nova Lipa (Pozsega)
Nova Lipa falu Horvátországban, Pozsega-Szlavónia megyében. Közigazgatásilag Pozsegához tartozik.

## Fekvése
Pozsegától 7 km-re északnyugatra, a Pozsegai-medencében, Ugarci, Stara Lipa és Emovacki Lug között fekszik. 

## Története
A település 1913 körül keletkezett az akkori Požeška Lipa (a mai Stara Lipa) északi határrészén, amikor az új tulajdonosok földeket kezdtek vásárolni a Reiner-birtokból. Ez a terület eredetileg a bresztováci uradalom allodiuma volt. Az új birtokosok főként Horvátország nyugati részéről érkeztek. Lakosságát 1931-ben számlálták meg először, ekkor 67-en lakták. 1991-ben lakosságának 93%-a horvát, 4%-a magyar nemzetiségű volt. 2001-ben 88 lakosa volt.

## Lakossága
| Lakosság változása | Lakosság változása | Lakosság változása | Lakosság változása | Lakosság változása | Lakosság változása | Lakosság változása | Lakosság változása | Lakosság változása | Lakosság változása | Lakosság változása | Lakosság változása | Lakosság változása | Lakosság változása | Lakosság változása | Lakosság változása |
| ------------------ | ------------------ | ------------------ | ------------------ | ------------------ | ------------------ | ------------------ | ------------------ | ------------------ | ------------------ | ------------------ | ------------------ | ------------------ | ------------------ | ------------------ | ------------------ |
| 1857               | 1869               | 1880               | 1890               | 1900               | 1910               | 1921               | 1931               | 1948               | 1953               | 1961               | 1971               | 1981               | 1991               | 2001               | 2011               |
| 0                  | 0                  | 0                  | 0                  | 0                  | 0                  | 0                  | 67                 | 113                | 123                | 112                | 91                 | 78                 | 76                 | 112                | 88                 |

## Oktatás
A településen a pozsegai Dobriša Cesarić elemi iskola területi iskolája működik.